# Hydrellia chrysella
Hydrellia chrysella är en tvåvingeart som beskrevs av Robineau-desvoidy 1830. Hydrellia chrysella ingår i släktet Hydrellia och familjen vattenflugor. Inga underarter finns listade i Catalogue of Life.